# Parov Stelar

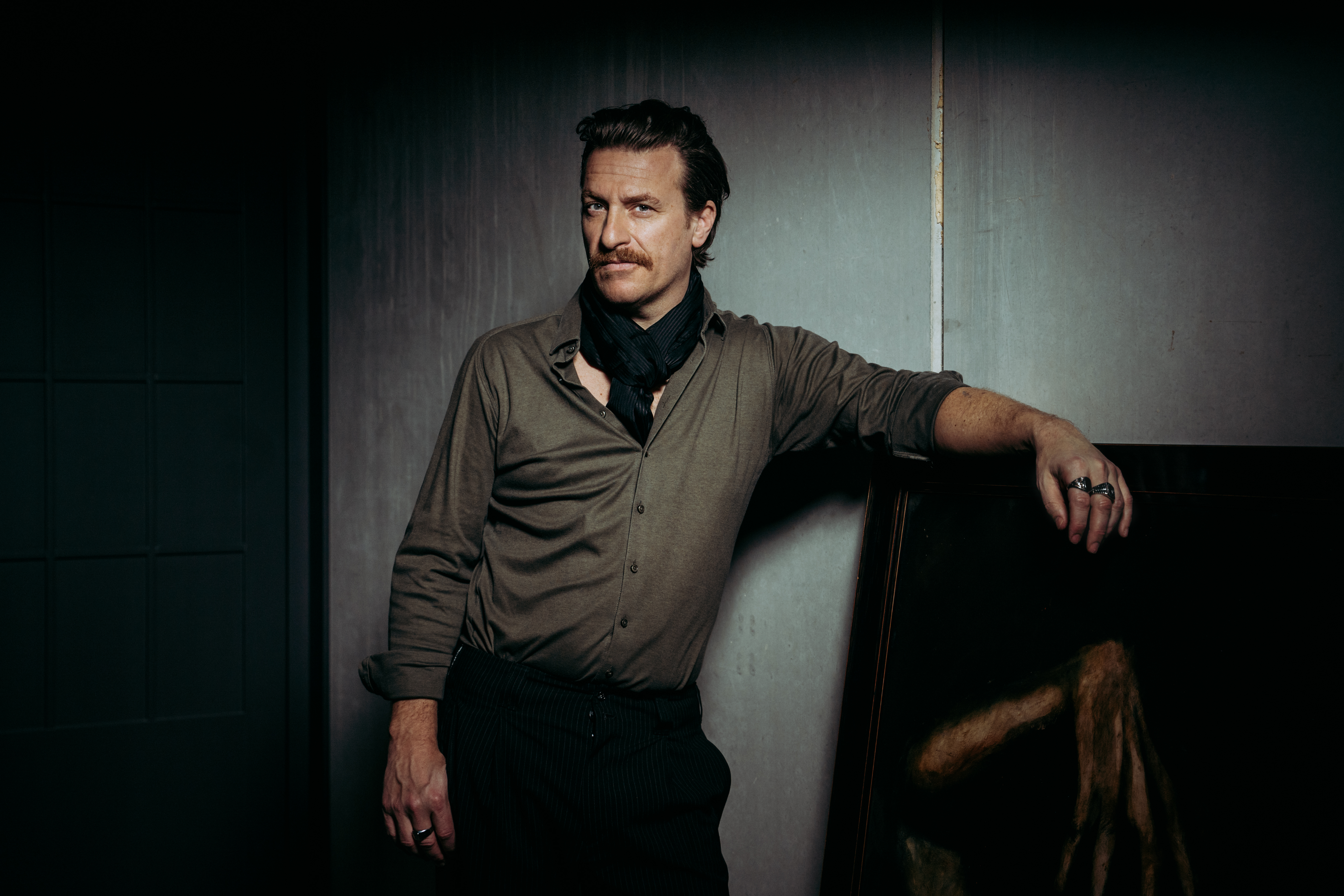
Parov Stelar (2024)

Parov Stelar (* 27. November 1974 in Linz, Oberösterreich als Marcus Füreder) ist ein österreichischer DJ und Produzent im Bereich Jazz, House, Electro und Pop. Er ist einer der Pioniere des Electroswing sowie Bildender Künstler (u. a. Malerei, Siebdruck) und Designer.

## Musikalische Karriere
Nach ersten Veröffentlichungen unter dem Pseudonym Plasma oder seinem bürgerlichen Namen in den Jahren 2001 und 2002 bei Bushido Recordings gründete Marcus Füreder 2003 mit Etage Noir Recordings in Linz sein eigenes Label, bei dem er seither als Parov Stelar veröffentlicht.
2004 gelang Parov Stelar mit der EP KissKiss und dem wenig später folgenden Album Rough Cuts bereits der Durchbruch. Der Radiosender FM4 präsentierte die Titel der allesamt im Jahr 2004 erschienenen EPs KissKiss, Move On!, Get up on Your Feet und Wanna Get zuerst in der House-Sendung High Spirits und übernahm sie in der Folge auch ins Tagesprogramm. Soulseduction übernahm, wie auch bei den folgenden Alben, den Weltvertrieb und war seinen eigenen Angaben zufolge neben FM4 eine wesentliche Stütze, die zum Erfolg des Debütalbums beigetragen haben. Das zur selben Zeit erschienene Album sorgte dann auch international für positive Rezensionen, wobei sein Konzept, „Jazztraditionen in sanft gebrochene Rhythmik zu sampeln“ mitunter als Nu Jazz mit Ähnlichkeiten zum Stil Mr. Scruffs beschrieben wurde.
Im Jahr 2005 folgte sein Album Seven and Storm, 2007 dann das Album Shine und 2009 das Doppelalbum Coco. Im April 2012 veröffentlichte Parov Stelar mit The Princess wiederum ein Album, das in zwei Teile gegliedert ist. 2012 erreichte er mit seinem Doppelalbum The Princess erstmals die deutschen und die niederländischen Charts. Mit dem im März 2013 herausgebrachten Album The Invisible Girl ließ er in einigen Titeln die Elektronik in den Hintergrund treten und gab dem von ihm geliebten Jazz mehr Raum.
International bekannt wurde Parov Stelar auch durch die mit seiner Musik unterlegten Werbespots. Bei der Verbreitung seiner Musik spielt das Internet eine entscheidende Rolle. Die mit seiner Musik unterlegten Videoclips wurden bisher über 150 Millionen Mal aufgerufen. Der Electro-Swing-Titel Catgroove in der Videoversion des australischen Tänzers TSC Forsythe wurde auf YouTube bereits über 53 Millionen Mal aufgerufen; All Night in der Videoversion des Tänzers Sven Otten (JSM) über 47 Millionen Mal angeklickt, es fungierte auch als Soundtrack im Abspann der Dirk-Nowitzki-Dokumentation Nowitzki. Der perfekte Wurf.

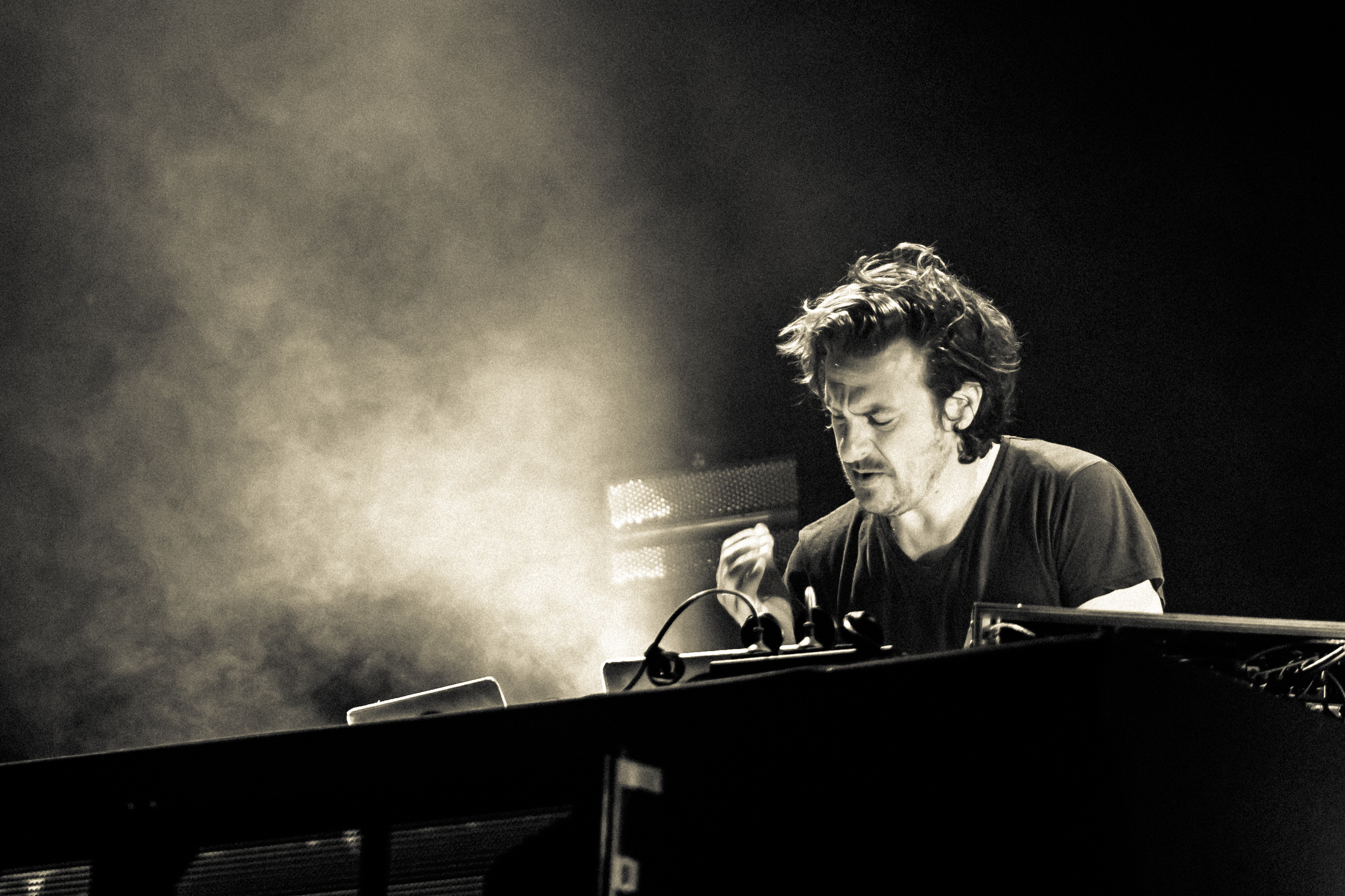
Parov Stelar Live

Im November 2005 trat Parov Stelar zum ersten Mal mit Live-Band auf, worauf über 1.000 Live-Konzerte weltweit folgten, darunter ausverkaufte Shows im PlayStation Theater am Broadway in New York (zwei Mal in Folge), in Los Angeles, San Francisco, Seoul, Mexiko-Stadt, sowie die Arenen in den Großstädten Europas. Dazu kommen Auftritte auf bekannten Festivals wie Coachella (US), Glastonbury (UK), Sziget (HU), Hurricane / Southside / Lollapalooza (DE), Pukkelpop (BE), Vieilles Charrues / Solidays (FR), NOS Alive! (PT), Zürich Open Air / Gampel Open Air / Gurten Festival / Paleo (CH), Untold (RO), Frequency (AT) sowie die Fete de L’Humanite in Paris mit 100.000 Besuchern.
Der Song All Night wurde im Mai 2017 in Italien mit Doppel-Platin für mehr als 100.000 verkaufte Einheiten ausgezeichnet. Im Mai 2018 hat Parov Stelar mit dem Song The Sun featuring Graham Candy zum ersten Mal die Spitze und Nr. 1 der amerikanischen iTunes Electronic Charts erreicht. Dasselbe gelang ihm ein zweites Mal im April 2020 mit der Veröffentlichung von Voodoo Sonic Part 2.
Am 11. April 2019 gab Parov Stelar bekannt, dass Cleo Panther, die langjährige Sängerin der Band, nicht mehr für Live-Shows zur Verfügung steht. Gleichzeitig wurde mit Elena Karafizi aus der Republik Moldau die neue Sängerin der Parov Stelar Band vorgestellt.

## Bildende Kunst
Füreder absolvierte eine Ausbildung für Angewandtes Design an der Universität für künstlerische und industrielle Gestaltung Linz.
Im Sommer 2021 stellte er im Linzer Museum Francisco Carolinum 25 großformatige Gemälde aus.

## Privatleben
Parov Stelar war mit der Sängerin Lilja Bloom (bürgerlich Barbara Füreder geb. Lichtenauer) verheiratet. Gemeinsam gründeten sie das Designlabel Stelarbloom und haben im Bereich Möbeldesign mit dem Projekt Voltaire den A’ Design Award 2017/2018 gewonnen. Anfang 2020 ließen sich Stelar und Bloom scheiden.

## Auszeichnungen (Musik)
- 2005: nominiert für den Amadeus Award in der Kategorie „FM4 Alternative Act“.
- 2006: nominiert für den Amadeus Award in der Kategorie „FM4 Alternative Act“.
- 2012: Amadeus Award in der Kategorie „Best Electronic/Dance“.
- 2013: Amadeus Award für das „Album des Jahres“ (The Princess), „Best Live Act“, „Best Electronic/Dance“.
- 2014: Amadeus Award als „Best Live Act“.
- 2015: Amadeus Award „Best Electronic/Dance“.
- 2016: Amadeus Award „Best Electronic/Dance“.
- 2019: Music Moves Europe Talent Award (MMETA) in der Kategorie Electronic-Act  für Stelartronic (bis 2018 European Border Breakers Award)[15]
- 2019: Amadeus Award in der Kategorie Electronic/Dance[16]
- 2020: Amadeus Award in der Kategorie Electronic/Dance[17]
- 2021: Amadeus Award in der Kategorie Electronic/Dance[18]

## Diskografie

### Studioalben
| Jahr | Titel Musiklabel                                           | Höchstplatzierung, Gesamtwochen, AuszeichnungChartplatzierungen (Jahr, Titel, Musiklabel, Platzierungen, Wochen, Auszeichnungen, Anmerkungen) | Höchstplatzierung, Gesamtwochen, AuszeichnungChartplatzierungen (Jahr, Titel, Musiklabel, Platzierungen, Wochen, Auszeichnungen, Anmerkungen) | Höchstplatzierung, Gesamtwochen, AuszeichnungChartplatzierungen (Jahr, Titel, Musiklabel, Platzierungen, Wochen, Auszeichnungen, Anmerkungen) | Anmerkungen                                      |
| Jahr | Titel Musiklabel                                           | DE | AT | CH | Anmerkungen                                      |
| ---- | ---------------------------------------------------------- | --- | --- | --- | ------------------------------------------------ |
| 2009 | Coco Etage Noir Recordings                                 | — | AT65 (2 Wo.)AT | — | Erstveröffentlichung: 25. September 2009         |
| 2012 | The Princess Etage Noir Recordings                         | DE35 (2 Wo.)DE | AT4 Gold · (35 Wo.)AT | CH9 (20 Wo.)CH | Erstveröffentlichung: 20. April 2012             |
| 2013 | The Invisible Girl Etage Noir Recordings                   | — | AT18 (9 Wo.)AT | CH40 (1 Wo.)CH | Erstveröffentlichung: 2013 als Parov Stelar Trio |
| 2013 | The Art of Sampling Etage Noir Recordings/Island/Universal | DE35 (3 Wo.)DE | AT6 Gold · (15 Wo.)AT | CH27 (3 Wo.)CH | Erstveröffentlichung: 4. Oktober 2013            |
| 2015 | The Demon Diaries Etage Noir Recordings                    | DE8 (4 Wo.)DE | AT1 Gold · (19 Wo.)AT | CH9 (8 Wo.)CH | Erstveröffentlichung: 1. Mai 2015                |
| 2017 | The Burning Spider Etage Noir Recordings                   | DE23 (2 Wo.)DE | AT1 Gold · (21 Wo.)AT | CH9 (6 Wo.)CH | Erstveröffentlichung: 21. April 2017             |
| 2020 | Voodoo Sonic – The Album Etage Noir Recordings             | — | AT15 (4 Wo.)AT | CH82 (1 Wo.)CH | Erstveröffentlichung: 27. November 2020          |
| 2022 | Moonlight Love Affair Etage Noir Recordings                | DE83 (1 Wo.)DE | AT4 (4 Wo.)AT | CH20 (1 Wo.)CH | Erstveröffentlichung: 29. April 2022             |

Weitere Studioalben

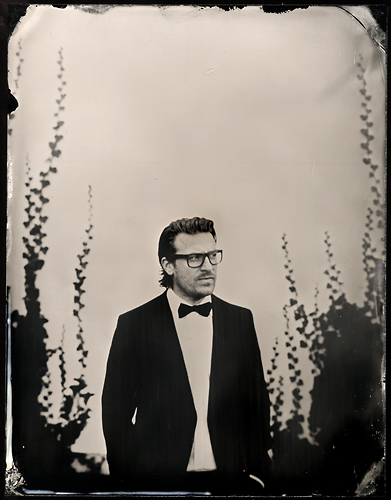
Parov Stelar

- 2001: Shadow Kingdom LP (Bushido Recordings) als Plasma
- 2004: Rough Cuts (Etage Noir Recordings) feat. Anita Riegler
- 2005: Seven and Storm (Etage Noir Recordings)
- 2007: Shine (Etage Noir Recordings)
- 2008: Daylight (Rambling Records)
- 2009: That Swing (Etage Noir Recordings)
- 2010: The Paris Swing Box (Etage Noir Recordings)
- 2010: La Fete (Etage Noir Recordings)

### Livealben
| Jahr | Titel Musiklabel                       | Höchstplatzierung, Gesamtwochen, AuszeichnungChartplatzierungen (Jahr, Titel, Musiklabel, Platzierungen, Wochen, Auszeichnungen, Anmerkungen) | Höchstplatzierung, Gesamtwochen, AuszeichnungChartplatzierungen (Jahr, Titel, Musiklabel, Platzierungen, Wochen, Auszeichnungen, Anmerkungen) | Höchstplatzierung, Gesamtwochen, AuszeichnungChartplatzierungen (Jahr, Titel, Musiklabel, Platzierungen, Wochen, Auszeichnungen, Anmerkungen) | Anmerkungen                         |
| Jahr | Titel Musiklabel                       | DE | AT | CH | Anmerkungen                         |
| ---- | -------------------------------------- | --- | --- | --- | ----------------------------------- |
| 2016 | Live @ Pukkelpop Etage Noir Recordings | DE89 (1 Wo.)DE | AT9 (7 Wo.)AT | CH64 (1 Wo.)CH | Erstveröffentlichung: 11. März 2016 |

### EPs
| Jahr | Titel Musiklabel                                        | Höchstplatzierung, Gesamtwochen, AuszeichnungChartplatzierungen (Jahr, Titel, Musiklabel, Platzierungen, Wochen, Auszeichnungen, Anmerkungen) | Höchstplatzierung, Gesamtwochen, AuszeichnungChartplatzierungen (Jahr, Titel, Musiklabel, Platzierungen, Wochen, Auszeichnungen, Anmerkungen) | Höchstplatzierung, Gesamtwochen, AuszeichnungChartplatzierungen (Jahr, Titel, Musiklabel, Platzierungen, Wochen, Auszeichnungen, Anmerkungen) | Anmerkungen                             |
| Jahr | Titel Musiklabel                                        | DE | AT | CH | Anmerkungen                             |
| ---- | ------------------------------------------------------- | --- | --- | --- | --------------------------------------- |
| 2020 | Voodoo Sonic (The Trilogy, Pt. 2) Etage Noir Recordings | — | AT33 (3 Wo.)AT | — | Erstveröffentlichung: 24. April 2020    |
| 2020 | Voodoo Sonic (The Trilogy, Pt. 3) Etage Noir Recordings | — | AT45 (1 Wo.)AT | CH80 (1 Wo.)CH | Erstveröffentlichung: 4. September 2020 |

Weitere EPs
- 2001: Shadow Kingdom EP (12″-Vinyl, Bushido Recordings, als Plasma)
- 2002: Lo Tech Trash (12″-Vinyl, Bushido Recordings, als Marcus Füreder)
- 2004: KissKiss (12″-Vinyl, Etage Noir Recordings)
- 2004: Move On! (12″-Vinyl, Etage Noir Recordings)
- 2004: Wanna Get (12″-Vinyl, Etage Noir Recordings)
- 2004: Primavera (12″-Vinyl, Auris Recordings)
- 2005: Music I Believe In (12″-Vinyl, ~Temp Records, als Marcus Füreder)
- 2005: A Night in Torino (12″-Vinyl, Etage Noir Recordings)
- 2005: Spygame (12″-Vinyl, Etage Noir Recordings)
- 2006: Parov Stelar EP (12″-Vinyl, Big Sur)
- 2006: Charleston Butterfly (12″-Vinyl, Etage Noir Recordings)
- 2007: Jet Set EP (12″-Vinyl, Etage Noir Special)
- 2007: Sugar (12″-Vinyl, Etage Noir Recordings)
- 2008: The Flame of Fame (12″-Vinyl, Etage Noir Recordings)
- 2008: Libella Swing (12″-Vinyl, Etage Noir Recordings)
- 2009: Monster (12″-Vinyl, Etage Noir Recordings)
- 2009: Coco EP (12″-Vinyl, Etage Noir Recordings)
- 2010: The Phantom EP (12″-Vinyl, Etage Noir Recordings)
- 2010: The Paris Swingbox EP (Etage Noir Recordings)
- 2011: La Fête EP (Etage Noir Recordings)
- 2012: Jimmy’s Gang EP (Etage Noir Recordings)
- 2014: Clap Your Hands EP (Etage Noir Recordings)
- 2019: Voodoo Sonic – The Trilogy Part 1/3 (Etage Noir Recordings)

### Singles
| Jahr | Titel Album                         | Höchstplatzierung, Gesamtwochen, AuszeichnungChartplatzierungen (Jahr, Titel, Album, Platzierungen, Wochen, Auszeichnungen, Anmerkungen) | Höchstplatzierung, Gesamtwochen, AuszeichnungChartplatzierungen (Jahr, Titel, Album, Platzierungen, Wochen, Auszeichnungen, Anmerkungen) | Höchstplatzierung, Gesamtwochen, AuszeichnungChartplatzierungen (Jahr, Titel, Album, Platzierungen, Wochen, Auszeichnungen, Anmerkungen) | Anmerkungen                                                |
| Jahr | Titel Album                         | DE | AT | CH | Anmerkungen                                                |
| ---- | ----------------------------------- | --- | --- | --- | ---------------------------------------------------------- |
| 2010 | The Phantom The Phantom EP          | — | AT69 (1 Wo.)AT | — | Erstveröffentlichung: 18. Juni 2010                        |
| 2012 | Jimmy’s Gang The Princess           | — | AT43 (1 Wo.)AT | — | Erstveröffentlichung: 16. März 2012                        |
| 2012 | Nobody’s Fool The Princess          | — | AT60 (2 Wo.)AT | — | Erstveröffentlichung: April 2012 feat. Cleo Panther        |
| 2012 | All Night The Princess              | DE35 Platin · (24 Wo.)DE | AT42 Platin · (9 Wo.)AT | CH57 (3 Wo.)CH | Erstveröffentlichung: 2012                                 |
| 2013 | Keep On Dancing The Art of Sampling | — | AT45 (4 Wo.)AT | — | Erstveröffentlichung: 16. September 2013 feat. Marvin Gaye |
| 2014 | Clap Your Hands Clap Your Hands EP  | — | AT52 (1 Wo.)AT | — | Erstveröffentlichung: 9. Mai 2014                          |
| 2014 | The Sun Clap Your Hands EP          | — | AT31 Gold · (13 Wo.)AT | — | Erstveröffentlichung: 13. Juni 2014 feat. Graham Candy     |
| 2015 | Hooked on You The Demon Diaries     | — | AT54 (1 Wo.)AT | — | Erstveröffentlichung: 30. März 2015 feat. Timothy Auld     |

Weitere Singles
- 2000: Synthetica / Stompin’ Ground (als Marcus Füreder)
- 2001: Guerilla (als Marcus Füreder)
- 2004: Get Up on Your Feet
- 2005: Faith
- 2005: Kiss Me Twice
- 2007: Rock For / Love
- 2007: Shine
- 2013: Keep On Dancing
- 2015: Six Feet Underground (feat. Claudia Kane)
- 2016: When I Find My Love (als Stelartronic mit Anduze)
- 2017: Step Two (feat. Lilja Bloom)
- 2017: State of the Union (feat. Anduze)
- 2017: Beauty Mark (feat. Anduze)
- 2018: Taking Over (feat. Krysta Youngs)
- 2018: Mambo Rap
- 2018: Trouble (feat. Nikki Williams)
- 2019: Gringo
- 2019: Snake Charmer (mit Kovacs)
- 2019: Go Wake Up (feat. Lilja Bloom)
- 2020: Brass Devil (AT: Gold)
- 2020: Don’t You Forget (feat. Lilja Bloom & Anduze)
- 2020: Tango Del Fuego
- 2020: Pink Dragon
- 2020: Silver Line
- 2021: Brass Devil (Stelartronic Remix)
- 2021: Keine Melodien...1,2,3,4,5
- 2021: Chambermaid Mash Up Swing
- 2022: Candy Girl (feat. Vallemarie)
- 2022: Candy Girl (Late Night Mix)
- 2022: Fire
- 2022: Toxic Lover
- 2022: Akh Odessa
- 2022: Gringos Revenge
- 2023: Future
- 2023: Breathe
- 2024: Boy Met Girl
- 2024: Pink Electric Shoes
- 2024: In Between (feat. Karafizi)
- 2024: Drum (mit Alle Farben, feat. Lena Sue)

### Musikvideos
- 2005: Seven (Regie: Sigrid Reinhardt, enthalten auf dem Album Seven and Storm)
- 2007: Love (Regie: System Jaquelinde, enthalten auf dem Album Shine)
- 2007: Shine (Regie: System Jaquelinde, enthalten auf dem Album Shine)
- 2008: Matilda (Regie: System Jaquelinde)
- 2009: Let’s Roll (Regie: Antonin B. Pevny & Sinisa Vidovic)
- 2009: Coco (Regie: Antonin Pevny)
- 2010: Coco Remix (Backstage in St. Petersburg, RU: Gerd Schneider)
- 2010: Catgroove (TSC – Forsythe)
- 2010: The Mojo Radio Gang (Chris de Krijger & Bart Geerts)
- 2010: The Phantom (Regie, Motion Designer & Schnitt: Markus Seisenbacher)
- 2012: Jimmy’s Gang (Idea, Direction & Artwork: Alexandra Kardinar & Volker Schlecht, „Drushba Pankow“)
- 2012: Nobody’s Fool (Idea, Direction & Artwork: Alexandra Kardinar & Volker Schlecht, „Drushba Pankow“)
- 2012: Nobody’s Fool (Directed, filmed and postproduced by Florian Schwarz & Manuel Knoflach)
- 2012: Parov Stelar Shuffle (Regie: Josy Carver)
- 2012: Requiem for Annie (enthalten auf dem Album The Princess)
- 2012: The Princess (Regie: System Jaquelinde)
- 2012: Love Remix (Directed, filmed and postproduced by Florian Schwarz & Manuel Knoflach)
- 2013: All Night (JSM JustSomeMotion)
- 2013: Keep On Dancing (Regie: Wolf & Lamm)
- 2013: Josephine (JSM JustSomeMotion)
- 2014: Clap Your Hands (Etage Noir)
- 2014: The Sun (Etage Noir)
- 2015: Demon Dance (Etage Noir)
- 2016: Grandpa’s Groove (feat. AronChupa, Director: Hypno)
- 2017: The Burning Spider (feat. Lightnin’ Hopkins, Etage Noir)
- 2017: Step Two (feat. Lilja Bloom, Etage Noir)
- 2018: Taking Over(feat. Krysta Youngs, Etage Noir)
- 2018: Mambo Rap
- 2019: Gringo
- 2022: Candy Girl (feat. Vallemarie)
- 2022: Fire
- 2024: Boy Met Girl
- 2024: Pink Electric Shoes
- 2024: In Between (feat. Karafizi)

### Tourfilme
- 2013: All Night – The Parov Stelar Tour Movie 2012/2013
- 2023: Parov Stelar – USA & Canada Tour Movie 2023

### Livefilme
- 2021: Parov Stelar – Jazzopen Stuttgart (Regie: Michael Maschke), SWR und Arte, Deutschland

### Backstagefilme
- 2022: Parov Stelar – Backstage (Regie: Mark Bernsteiner)

## Auszeichnungen für Musikverkäufe
| Goldene Schallplatte - Österreich - 2025: für das Lied Catgroove - 2025: für das Lied Booty Swing | 2× Platin-Schallplatte - Italien - 2025: für die Single All Night |

Anmerkung: Auszeichnungen in Ländern aus den Charttabellen bzw. Chartboxen sind in ebendiesen zu finden.
| Land/RegionAuszeichnungen für Musikverkäufe (Land/Region, Auszeichnungen, Verkäufe, Quellen) | Gold     | Platin     | Verkäufe | Quellen           |
| -------------------------------------------------------------------------------------------- | -------- | ---------- | -------- | ----------------- |
| Deutschland (BVMI)                                                                           | —        | Platin1    | 300.000  | musikindustrie.de |
| Italien (FIMI)                                                                               | —        | 2× Platin2 | 100.000  | fimi.it           |
| Österreich (IFPI)                                                                            | 8× Gold8 | Platin1    | 122.500  | ifpi.at           |
| Insgesamt                                                                                    | 8× Gold8 | 4× Platin4 |          |                   |